# مارکوس کینک
مارکوس کینک (انگلیسی: Marcus Kink؛ زادهٔ ۱۳ ژانویهٔ ۱۹۸۵) بازیکن هاکی روی یخ اهل آلمان است.